# Batrachorhina grisea
Batrachorhina grisea är en skalbaggsart som först beskrevs av William Lucas Distant 1905.  Batrachorhina grisea ingår i släktet Batrachorhina och familjen långhorningar. Inga underarter finns listade.